# Morgex
Morgex – miejscowość i gmina we Włoszech, w regionie Dolina Aosty.
Według danych na styczeń 2009 gminę zamieszkiwało 2025 osób przy gęstości zaludnienia 46,8 os./1 km².